# کادیلاک سویل

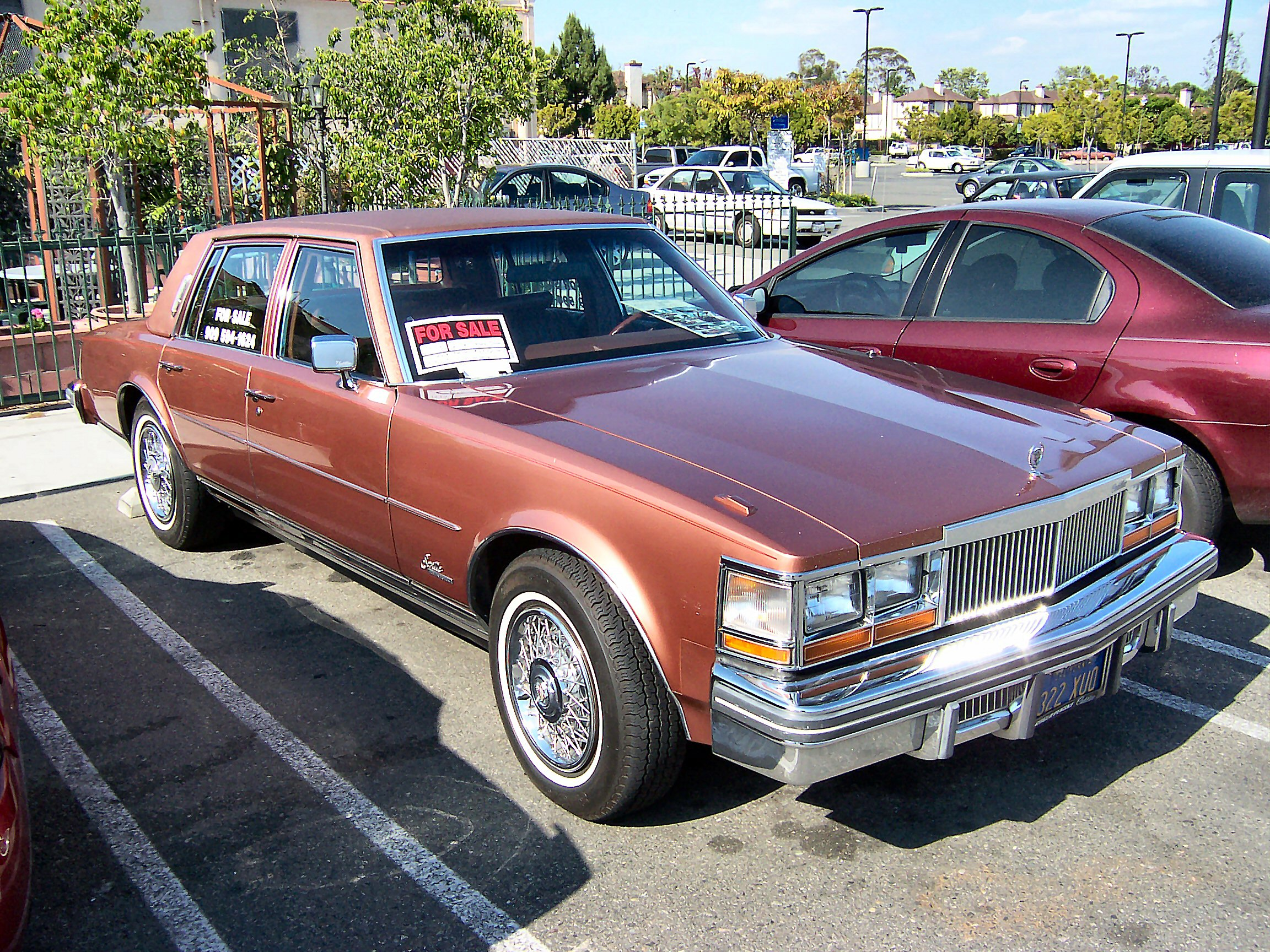
کادیلاک سِویل، مدل ۱۹۷۸

کادیلاک سویل (به انگلیسی: Cadillac Seville) خودرویی سدان است که در سال‌های ۱۹۷۶ تا ۲۰۰۴ در ایالات متحدهٔ آمریکا تولید شده است. این خودرو میان سال‌های ۱۳۵۶ تا ۱۳۵۷ توسط شرکت جنرال موتورز ایران (پارس‌خودروی کنونی) نیز تولید شد، اما تولید آن پس از انقلاب ۱۳۵۷ متوقف شد.
این مدل از کادیلاک در ایران بسیار پرطرفدار بود و امکاناتی نظیر موتور هشت سیلندر مجهز به سیستم سوخت‌رسانی انژکتوری (که پیشرو در زمان خود بود)، تنظیم صندلی‌های جلو به‌صورت برقی، کمک‌فنرهای هیدرولیکی با قابلیت تنظیم خودکار ارتفاع، ترمزهای دیسکی در هر چهارچرخ، شیشه‌بالابرهای برقی، آنتن برقی، جعبه‌دندهٔ خودکار، قفل مرکزی، سیستم عیب‌یابی از طریق فیبر نوری و… بود. کادیلاک سویل در زمان خود جزو نخستین خودروهایی در جهان بود که از سیستم مدیریت موتور کامپیوتری (ECU) بهره می‌برد.
سایر مشخصات فنی کادیلاک سویل ایران:
موتور ۳۵۰ اینچ مکعبی (معادل ۵٫۷ لیتر) با زاویهٔ ۹۰ درجه مجهز به سامانهٔ پاشش سوخت انژکتوری بوش - بندیکس با توان ۱۸۰ اسب بخار و ۳۹۰ نیوتن-متر گشتاور به ترتیب در دور موتور ۴۴۰۰ و ۲۰۰۰ دور بر دقیقه.
مصرف سوخت این خودرو معادل ۱۵ لیتر در شهر و ۱۲ لیتر در جاده است. وزن خالص کادیلاک سویل ۱۹۰۰ کیلوگرم است.
حداکثر سرعت، طبق کاتالوگ، ۱۷۷ کیلومتر، و شتاب صفر تا صد کیلومتر آن ۱۲ ثانیه است.

## نگارخانه

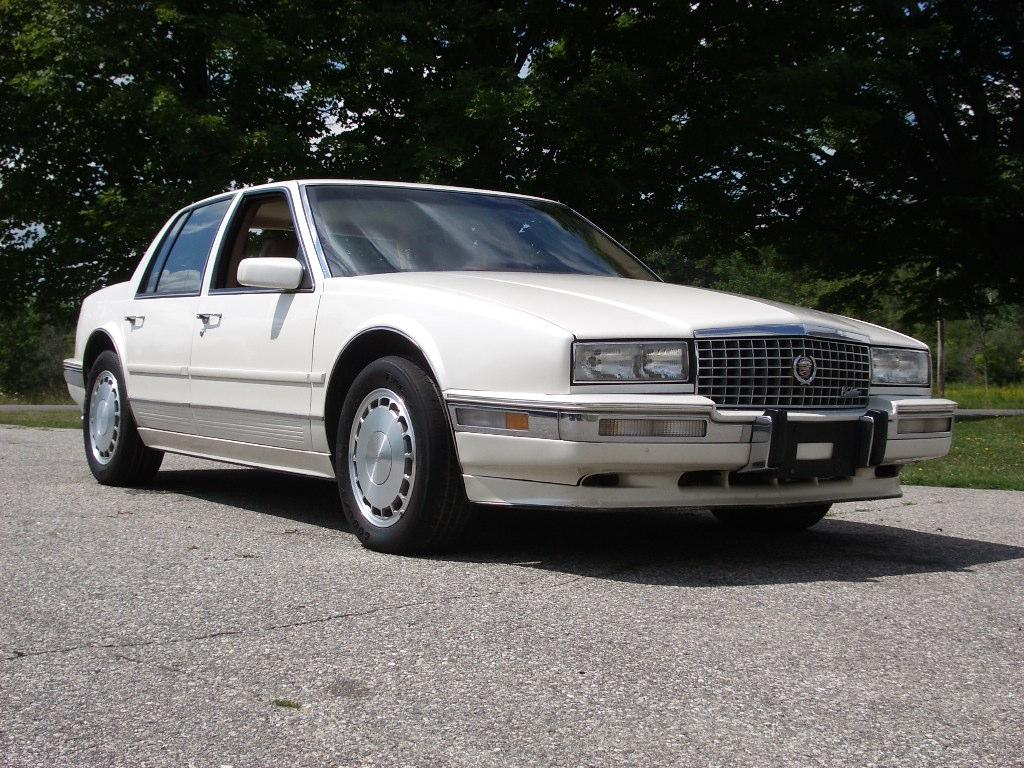
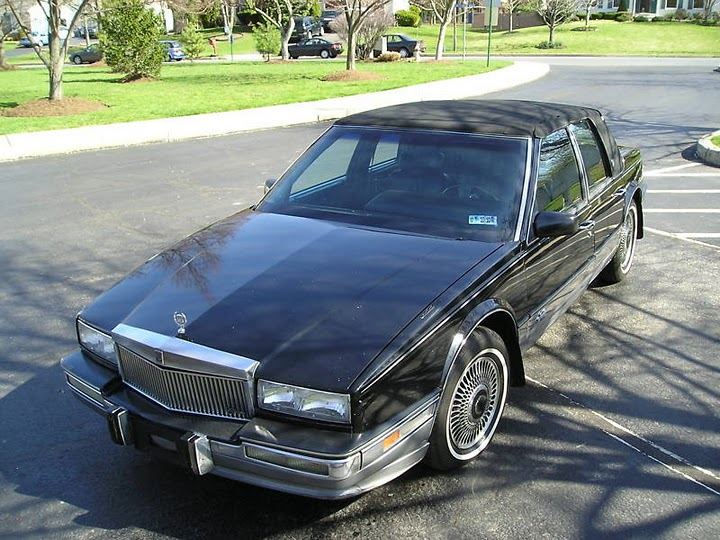